# تلف حويصلي منتشر
التلف الحويصلي المنتشر أو التأذي السنخي المنتشر هو مصطلح يُستخدم في علم الأنسجة لوصف تغيرات محددة تحدث في بنية الرئتين أثناء تعرضها للإصابة أو المرض، وغالبًا ما يُذكر المصطلح في سياق المراحل المبكرة لمتلازمة الضائقة التنفسية الحادة. لكنه يمكن لكل منهما أن يحدوث دون وجود الآخر.

## التعريف
- التلف الحويصلي المنتشر: حالة رئوية حادة تتميز بوجود أغشية هيالينية (زجاجية).[2] تتكون هذه الأغشية من خلايا ميتة ووخافض التوتر السطحي وبروتينات،[1] وتترسب هذه الأغشية على طول جدران الحويصلات الهوائية مما يعيق من عملية تبادل الغازات.
- متلازمة الضائقة التنفسية الحادة: حالة مهددة للحياة تتضرر فيها الحويصلات الهوائية بشكل يؤدي إلى تسرب السوائل إلى الرئتين، مما يعيق من عملية تبادل الغازات.[3] ويشيع استخدام معايير برلين لتشخيص متلازمة الضائقة التنفسية الحادة.

### معايير برلين (طبقا لموقع UpToDate-2020)[4]
1. التوقيت: ظهور أعراض تنفسية خلال أسبوع من الإصابة.
2. تصوير الصدر: يجب أن يُظهر تصوير الصدر بالأشعة السينية أو الأشعة المقطعية عتامات على الجانبين لا يمكن نسبتها لحالات أخرى مثل الانصباب الجنبي أو انهيار الرئة أو عقيدات الرئة.
3. أصل الوذمة: فشل تنفسي لا يمكن نسبته لفشل القلب أو لفرط المعالجة الوريدية، وهو ما يتطلب لإجراء بعض الفحوصات مثل تخطيط صدى القلب.
4. نقص التأكسج: ويمكن تحديد ذلك من خلال مؤشر هورويتز.

## علم الأنسجة/التقدم
تتكون البطانة الظهارية للحويصلات الهوائية من نوعين مختلفين من الخلايا، تشكل الخلايا الظهارية الحويصلية من النوع الأول حوالي 80% من مساحة السطح الحويصلي، وهي مسؤولة بشكل أساسي عن تبادل الغازات، فيما تلعب خلايا النوع الثاني دورا مهما في إنتاج خافض التوتر السطحي ونقل السوائل من تجويف الحويصلات وتجديد الظهارة الحويصلية. وبالنظر إلى أن خلايا النوع الثاني أكثر مقاومة للتلف، فإن معظم الضرر الناتج عن تعرض الحويصلات الهوائية للمرض يحدث في خلايا النوع الأول.

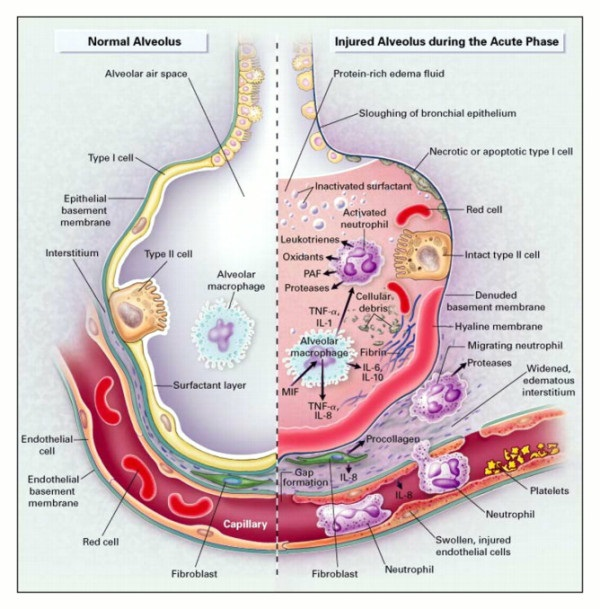
يوضح الجانب الأيسر بنية الحويصلة الطبيعية بما في ذلك الفرق بين الخلايا الظهارية الحويصلية من النوع الأول والنوع الثاني. ويوضح الجانب الأيمن ما يحدث بعد إصابة الحويصلات أثناء المرحلة الحادة /النضحية.

بمجرد إصابة الحويصلات الهوائية وحدوث التلف الحويصلي المنتشر، فإن الحالة تتطور عادةً على ثلاث مراحل: نضحي وتكاثري وتليفي، وفيما يلي وصف لهذه المراحل:
- المرحلة النضحية (1-7 أيام): بعد خدوث الإصابة الأولية للحويصلات الهوائية تتوجه الخلايا المناعية (المتعادلة والغبارية) نحو الحويصلات الهوائية، مما قد يتسبب في مزيد من الضرر بسبب آلياتها الدفاعية غير المحددة، ونظرًا لتلف البطانة الظهارية فإن البلازما والبروتينات تتسرب إلى داخل الحويصلات ما يتسبب في تراكم السوائل (المعروف باسم الوذمة)، كما تقل قدرة البطانة الظهارية على ضخ هذه السوائل خارج الحويصلات. ويؤدي تراكم السوائل (الوذمة) إلى الآثار الضارة التالية:
  - تساهم الوذمة في ترسب غشاء هياليني (غشاء زجاجي يتكون من خلايا ميتة وخافض التوتر السطحي وبروتينات) على طول جدران الحويصلات، وتعد هذه الأغشية سمة من سمات التلف الحويصلي المنتشر.
  - تتداخل الوذمة مع خافض التوتر السطحي، الذي يقلل من التوتر السطحي ويسمح للحويصلات الهوائية بالبقاء مفتوحة ويسمح بدخول الهواء لتبادل الغازات.
- مرحلة التكاثرية / التنظيم (1-3 أسابيع): تتميز هذه المرحلة بالشفاء، حيث تتكاثر خلايا البطانة الظهارية من النوع الثاني ثم تتمايز بعدها إلى خلايا النوع الأول. وبينما تقوم الخلايا الظهارية من النوع الثاني بإعادة ملء السطح الظهاري فإنها تؤدي أيضًا مهمة حاسمة تتمثل في نقل السوائل خارج الحويصلات، وفي ذات الوقت تقوم البلاعم بإزالة الخلايا الميتة.
- المرحلة الليفية (بعد 3 أسابيع، إذا حدثت): وهي مرحلة لا تحدث في جميع الحالات، وتنتج عند فشل إعادة امتصاص الكولاجين الحويصلي الذي تم ترسيبه خلال المرحلة النضحية الحادة، مما يؤدي إلى تقييد التمدد الحويصلي وهو ما يؤثر على تبادل الغازات.

## الأسباب/الآلية
كما ذكر بالأعلى فإن التلف الحويصلي المنتشر يحدث في سياق متلازمة الضائقة التنفسية الحادة، لكنه يُمكن لكل منهما أن يحدث دون وجود الآخر، كما يمكن رؤية التلف الحويصلي المنتشر في حالات مثل الالتهاب الرئوي الخلالي الحاد، التفاقم الحاد للتليف الرئوي مجهول السبب، رفض الطعم الأولي بعد زرع الرئة، فيما تشمل الأسباب الأكثر شيوعًا لمتلازمة الضائقة التنفسية الحادة كل من ذات الرئة والإنتان.
وللتكرار فإن تكون الغشاء الهياليني (الزجاجي) هو السمة المميزة للتلف الحويصلي المنتشر، وهناك عملية مماثلة تحدث عند الأطفال حديثي الولادة تسمى مرض غشاء الهيالين (متلازمة الضائقة التنفسية لدى الرضع) والذي يتسبب فيه أيضًا تكون أغشية هيالينية والتي تتكون بسبب الولادة المبكرة، خاصةً عند ولادة الرضيع قبل 36 أسبوعًا باعتبار أن خافض التوتر السطحي لا يبدأ إنتاجه حتي الأسبوع 35 من الحمل. يؤدي نقص خافض التوتر السطحي انهيار الحويصلات وتلف البطانة الظهارية للحويصلات الهوائية، مما يتسبب في نفس مسار الضرر الموصوف في القسم أعلاه.

## التشخيص
يكتمل تشخيص التلف الحويصلي الحاد بعد الحصول على خزعة من الرئة وفحصها مجهريًا للتأكد من وجود أغشية هيالينية، وبالنظر إلى ارتباط التلف الحويصلي المنتشر بمتلازمة الضائقة التنفسية الحادة التي يُمكن تشخيصها بمعايير برلين (انظر أعلاه)، فغالبًا ما يكون من غير الضروري في جميع الحالات الحصول على خزعات من الرئة. بالإضافة إلى وجود قيود على اختبار الخزعة لأنه من الممكن أخذ عينة من منطقة سليمة في الرئة المصابة، مما يؤدي إلى نتيجة سلبية زائفة.

## العلاج
يُعد العامل الأكثر أهمية في علاج التلف الحويصلي المنتشر ومتلازمة الضائقة التنفسية الحادة هو علاج السبب الكامن وراء إصابة الرئتين، على سبيل المثال ذات الرئة أو الإنتان، وبالنظر إلى أن هؤلاء المرضى يعانون من نقص التأكسج فقد يحتاج بعضهم إلى تهوية ميكانيكية. وغالبًا ما يتم ضبط جهاز التنفس الصناعي الميكانيكي على إعداد لا يقل عن 5 سم ماء ضغط نهاية الزفير الإيجابي لمنع الحويصلات الهوائية من الانهيار أثناء الزفير. وقد تشمل العلاجات الأخرى لتحسين الأوكسجين وضعية الانبطاح أو أكسجة غشائية خارج الجسم.

## المآل
كما هو متوقع فإن معدلات الوفيات تزداد بزيادة حدة متلازمة الضائقة التنفسية الحادة لتصل لمعدلات وفيات تقارب 35% و 40% و 46% للحالات الخفيفة والمتوسطة والشديدة على التوالي. وترتفع هذه النسبة إلى 71.9% في حالة وجود تلف حويصلي منتشر، ويُعد السبب الأكثر شيوعًا للوفاة هو الصدمة الإنتانية ومتلازمة فشل الأعضاء المتعدد.
يُعاني المتعافون بعد خروجهم من المستشفى من ضعف في وظائف الرئة. حيث يُظهر غالبية المرضى المتعافون (حوالي 80٪) نقص في سعة انتشار الغازات، فيما تعاني نسبة أقل (حوالي 20٪) من مشاكل في تدفق الهواء (إما انسدادي أو مقيد). وعادةً ما تزول مشكلات تدفق الهواء في غضون ستة أشهر، فيما تزول مشكلات الانتشار في غضون خمس سنوات.